# 2012年扬州地震
2012年扬州地震是指2012年7月20日20时11分（北京时间）发生在中國江苏省扬州市的一次里氏4.9级地震。該次地震震源深度5千米，造成1人死亡，2人受伤。